# بلدية بجوف
بلدية بجوف (بالسويدية: بلدية بجوف)‏ </link>) هي بلدية في مقاطعة اسكونه في جنوب السويد في جنوب السويد . يقع مقرها في مدينة بجوف.
حدثت عمليات الدمج المرتبطة بإصلاح الحكومة المحلية في السويد عام 1971 في هذه المنطقة في عام 1974، عندما دمجت بجوف "القديمة" (بلدة سوق ( شوبنغ) منذ عام 1946) مع بيليشولم و إيكيبي.

## تاريخ
تصور الأسلحة البلدية شعلة منجم تضيء منطقة مظلمة. والسبب هو أن بلدية بجوف لديها صناعة تعدين الفحم منذ القرن الثامن عشر. في نهاية القرن التاسع عشر، ازدهرت صناعة الطين على أساس الفحم.

## روابط خارجية
الموقع الرسمي

## المحليات
كانت هناك منطقتان في البلدية في عام 2018.
| المنطقة | سكان                           |
| بجوف    | 16000 (مرتكز على تقديرات 2022) |
| إيكيبي  | 3,366                          |